# Polyonychus
Polyonychus (лат.) — род жуков-златок из подсемейства Agrilinae.

## Распространение
Встречаются в Юго-Восточной Азии и в Австралии.

## Описание
Мелкие златки (около 1 см) с относительно широким телом тёмного цвета, или бронзовые или серобурые с белыми пятнами на переднеспинке.

## Систематика
Известно 6 видов. Род был впервые описан в 1838 году французским энтомологом Огюстом Шеврола (1799—1884). Род относится к трибе Coraebini Bedel, 1921 из подсемейства Agrilinae.
- Род Polyonychus Chevrolat, 1838[5]
  - Polyonychus apicalis (Kerremans, 1912)
  - Polyonychus dessumi Descarpentries & Villiers, 1966
  - Polyonychus mucidus Chevrolat, 1838 typus
  - Polyonychus nigropictus (Gory & Laporte, 1839)
  - Polyonychus proximus (Kerremans, 1890)
  - Polyonychus tricolor (Saunders, 1866)